# Ull Hohn
Ull Hohn (geboren 1960 in Trier; gestorben am 26. November 1995 in Berlin) war ein deutscher Künstler.

## Leben und Werk
Der in Trier geborene Hohn studierte ab 1980 Malerei zunächst bei Kuno Gonschior an der Hochschule der Künste in Berlin und wechselte 1984 an die Kunstakademie Düsseldorf, wo er die Klasse von Gerhard Richter besuchte. 1986 war er dessen Meisterschüler. 1987–1988 hielt er sich im Rahmen des Whitney Independent Study Program in New York auf.
In seiner New Yorker Abschlussausstellung zeigte er acht Werke Untitled von 1988. Hierbei handelt es sich um eine Folge von „pastos gespachtelter“ Gipsreliefs, die Braun übermalt wurden und in Ihrer Farbigkeit sowohl auf Schokolade wie auf Kot hindeuten. In der ebenfalls 1988 entstandenen Folge Nine Landscapes zeigt Hohn Landschaften in uringelber Farbgebung, die in ihrer schemenhaften Darstellung an die Werke seines Lehrers Gerhard Richter erinnern. In seinen Landschaften zeigt Hohn Berge, Flüsse, Bäume und weitere Vegetation. In dieser Umgebung stehen wiederholt verfalle Hütten und, so der Autor Philipp Hindahl, „Felsen und Wasser erscheinen wie abstrakte Gesten, die nichts als Farbe darstellen“. Für den Autor Sebastian Frenzel zeugen Hohns Landschaftbilder von einer Auseinandersetzung mit der romantischen Landschaftsmalerei der Vereinigten Staaten im 19. Jahrhundert, insbesondere den Werken der Hudson River School, die der Künstler von seinen Besuchen im New Yorker Metropolitan Museum of Art und im Brooklyn Museum kannte. Hohn selbst merkte an, man könne die Vorlagen „als generische Landschaftsmalerei des neunzehnten Jahrhunderts bezeichnen“. Als Vorbilder dienten auch europäische Künstler, etwa William Turner, dessen Einfluss sich beispielsweise bei einem Seestück wieder findet. Im Unterschied zu Richter, der nach Fotografien arbeitete, suchte Hohn seine Vorbilder in der klassischen Malerei.
Eine weitere Gruppe mit Landschaftsmotiven schuf Hohnn 1992 bis 1993. Diese Bilder erinnern an die Werke des durch seine Fernsehmalkurse bekannten Bob Ross, der in der Serie The Joy of Painting versuchte Laien verschiedene Maltechniken zu vermitteln. Die inhaltlich wenig anspuchsvollen Sujets von Ross galten zwar als „Kitschmotiv“, reizten Hohn jedoch zur eigenen Produktion ähnlicher Motive, die er „mit meisterlicher Virtuosität“ umsetzte. Diese Bilder im Amateurstil thematisieren „empty time, passing time, boredom—leisure“ (leere Zeit, vergehende Zeit, Langeweile–Freizeit), wie der Autor David Rimanelli anmerkte. Oliver Koerner von Gustorf stellte zu Hohns Werk fest, der Künstler arbeite „an den Grenzen zwischen Banalem und Erhabenen, Kitsch und High-Art, Natur und Künstlichkeit“.
Ein wiederkehrendes Thema im Werk von Hohn ist Sexualität und Körperlichkeit. In den so genannten Penis Patterns sind die männlichen Geschlechtsteile als halbabstrakte Formen jedoch nur bei genauer Betrachtung erkennbar. Seine verschwommene Darstellung eines Säuglings erinnerte die Autorin Hilka Dirks in der Ausführung an Werke seines Lehrers Gerhard Richter.
Hohns in nur wenigen Jahren entstandenes „schillerndes Werk“ reicht von „figürlich-konkret bis abstrakt“ und ist „dabei stets konzeptionell“. Für Utta Raifer ist das Werk des Künstlers vor allem „ein Statement gegen Dogmatismen und Selbstherrlichkeit“. Hans-Jürgen Hafner bescheinigte Hohns Werk, es sei „sinnlich, haptisch, mit einer theoriegeleiteten konzeptionellen Coolness“. 1995 starb Hohn im Alter von 35 Jahren an den Folgen von AIDS in Berlin.

## Werke in öffentlichen Sammlungen (Auswahl)
- Untitled (Review), um 1990–94, Museum Ludwig, Köln[12]
- Untitled (vier Arbeiten), 1991, mumok, Wien[13]
- Untiteled (fünf Arbeiten), 1988 und 1993, Walker Art Center, Minneapolis[14]

## Ausstellungen (Auswahl)
- 1984: Polyküle Mrof. Hochschule der Künste, Berlin (Gruppenausstellung)[15]
- 1995: Ull Hohn. Künstlerhaus Bethanien, Berlin (Einzelausstellung)[16]
- 2001–2002: Partnerschaften, unterbrochene Karrieren, Ull Hohn (1960–1995) und Tom Burr, Jochen Klein (1967–1997) und Wolfgang Tillmans, Matt. Ranger (1956–1991) und Piotr Nathan, Neue Gesellschaft für Bildende Kunst, Berlin (Gruppenausstellung)[17]
- 2015–2016: Painting 2.0: Malerei im Informationszeitalter, Museum Brandhorst, München (Gruppenausstellung)[18]
- 2016: Ull Hohn, Kunsthalle Bern, Bern (Einzelausstellung)[4]
- 2018: Optik Schröder II, mumok, Wien (Gruppenausstellung)[19]
- 2022–2023: Das Tier in Dir – Kreaturen in (und außerhalb) der mumok Sammlung, mumok, Wien (Gruppenausstellung)[20]
- 2023: Jochen Klein, After The Light, Museo d’Arte Contemporanea di Roma, Rom (Gruppenausstellung)[21]
- 2025: Ull Hohn, Revisions, Haus am Waldsee, Berlin (Einzelausstellung)[22]